# Ronald Venetiaan

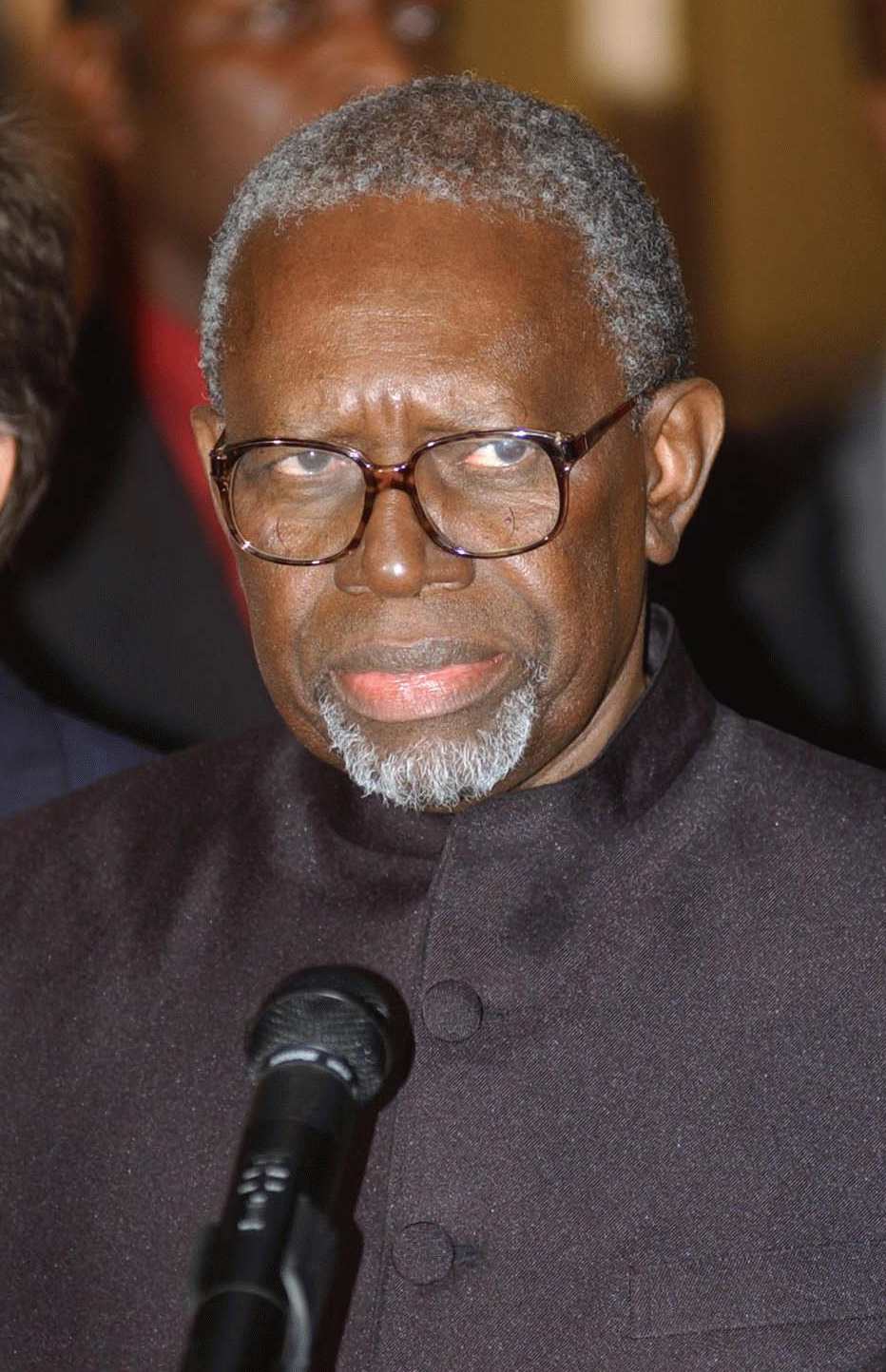
Ronald Venetiaan 2003

Ronald Venetiaan (* 18. Juni 1936 in Paramaribo, Suriname) ist ein Naturwissenschaftler, Politiker und war Staatspräsident der Republik Suriname.
Venetiaan ist Afro-Surinamer. Seine Familie stammt von der Holzplantage Overtoom am Oberen Para im Distrikt Para. Nach Abschluss seiner Schulausbildung in Paramaribo (1955) erhielt er wegen seiner herausragenden Leistungen eines von fünf niederländischen Stipendien. Er studierte Mathematik und Physik mit Schwerpunkt Mathematik an der Universität Leiden, Niederlande, wo er 1964 auch promovierte. Anschließend ging er nach Suriname zurück und arbeitete zunächst als Mathematiklehrer – und ab 1969 als Schuldirektor.

## Politische Laufbahn
Seine ersten Schritte in der Politik machte Venetiaan 1965 bei einigen kleineren nationalistisch ausgerichteten Parteien. Als überzeugter Nationalist stand er mit seinen Ideen vor allem der PNR (Partij van de Nationalistische Republiek) von Eddy Bruma nahe; allerdings schloss er sich dann doch der Nationale Partij Suriname (NPS) an. Während der großen Streiks 1973 gegen die Regierung Sedney-Lachmon war er Direktor der AMS (Algemene Middelbare School) und gleichzeitig Führer der Lehrergewerkschaft.
Nach dem Wahlerfolg der NPK (Nationale Partij Kombinatie) 1973 wurde er Minister für Bildung und Volksentwicklung in der Regierung von Premier Henck A. E. Arron. Am 25. Februar 1980 stürzten 16 Unteroffiziere unter der Führung von Desi Bouterse durch einen Putsch die Regierung Arron und beendeten damit die parlamentarische Demokratie. Venetiaan musste sein Ministeramt aufgeben und wurde Dozent an der technischen Fakultät der Anton de Kom Universität.
Am 25. November 1987, mit den ersten freien und geheimen Wahlen während der Militärdiktatur, kamen die „alten“ Parteien wieder an die Schalthebel der Macht. Venetiaan wurde zum zweiten Mal im Kabinett Arron Minister für Bildung und Volksentwicklung. Mit dem sogenannten Telefoncoup am 24. Dezember 1990 wurden jedoch Präsident Ramsewak Shankar und die Regierung Arron durch Militärs unter dem Befehlshaber Desi Bouterse erneut zu Fall gebracht.

### Venetiaan – I (1991–1996)
Nach den neu ausgeschriebenen Wahlen wurde erstmals Venetiaan Präsidentschaftskandidat für das Parteienbündnis „Neue Front für Demokratie und Entwicklung“. Durch seine Wahl am
7. September 1991 löste er den durch die Militärs eingesetzten Übergangspräsidenten Johan Kraag als Präsidenten ab und blieb bis zum 14. September 1996 im Amt.
Die darauffolgende Wahl verlor er nur knapp in der Volksversammlung (407 Stimmen für Venetiaan und 438 Stimmen für Wijdenbosch) und Jules Albert Wijdenbosch wurde Präsident. Venetiaan blieb als Mandatsträger im Parlament (De Nationale Assemblèe; DNA). U.a. verursacht durch die hohe Inflationsrate gab es aus allen Schichten der Bevölkerung heftige Proteste – und kam es zu Streiks, Massendemonstrationen und Protestmeetings gegen die Politik der Regierung Wijdenbosch. Die soziale und politische Unruhe war in den Jahren 1998 und 1999 besonders stark.

### Venetiaan – II (2000–2005)
Mitte 2000 kam es dann zu vorgezogenen Neuwahlen. Die „Neue Front“ – eine Koalition aus NPS, VHP (die größte Partei der indischen Bevölkerungsgruppe), Pertjajah Luhur (vorher Pendawa Lima: eine der Parteien der javanischen Bevölkerungsgruppe) und der SPA (einer kleineren sozialdemokratisch-gewerkschaftlich orientierten Partei) – gewann 37 der 51 Parlamentssitze. Venetiaan erhielt schon am 12. August im Parlament die nötige Zwei-Drittel-Mehrheit, so dass die Volksversammlung dieses Mal nicht zusammentreten musste.

### Venetiaan – III (2005–2010)
Bei den turnusmäßigen Parlamentswahlen zur DNA vom 25. Mai 2005 erhielt die „Neue Front“ dieses Mal nur 23 Parlamentssitze. Diese teilten sich wie folgt auf: NPS 8, VHP 8, PL 6 und SPA 1. Die oppositionelle NDP von Desi Bouterse, der seit dem Ende der Diktatur erfolglos versucht hatte, per Wahl an die Macht zurückzukehren, wurde stärkste Partei mit 15 Sitzen, die Volksalliantie Voor Vooruitgang (VVV) von Jules Wijdenbosch erhielt 5 Sitze. Eigentlicher Wahlsieger wurde die sog. A-Combinatie (eine Partei aus dem Binnenland) mit 5 Parlamentssitzen; wovon einer durch Ronnie Brunswijk eingenommen wurde.
In den folgenden Koalitionsverhandlungen gelang es der „Neuen Front“, die A-Combinatie auf ihre Seite zu ziehen. Da aber das auch für eine Zweidrittelmehrheit im Parlament nicht reichte, musste die Volksversammlung (Verenigde Volksvergadering; VVV) zusammentreten. Am 3. August 2005 wurde Venetiaan mit 560 Stimmen zu seiner 3. Amtsperiode als Präsident wiedergewählt. Sein Gegenkandidat Rabin Parmessar erhielt 315 Stimmen, vier Stimmen waren ungültig.
Am 12. August 2005 wurde Ronald Venetiaan zusammen mit Ramdien Sardjoe, dem neu gewählten Vize-Präsidenten in der Zentrums-Kirche von Paramaribo vereidigt. Die Amtszeit beträgt laut Verfassung fünf Jahre.
Die Wahl des Präsidenten mit einfacher Mehrheit durch die Volksversammlung wird immer dann erforderlich, wenn einer der Kandidaten(innen) bei der Abstimmung in der DNA keine Zweidrittelmehrheit erhält. Die VVV besteht aus einem Wahlcollegium von Mitgliedern der DNA (51 Parlamentarier) und Abgeordneten der regionalen Räte. Bei der letzten Wahl am 3. August 2005 bestand dieses Wahlcollegium aus insgesamt 879 Stimmberechtigten.

### Verlust des Präsidentenamtes
Bei den Parlamentswahlen am 25. Mai 2010 trat Venetiaan erneut für die Nieuwe Front als Präsidentschaftskandidat an. Hierbei verlor der Parteien-Zusammenschluss jedoch eindeutig gegen die Mega Combinatie (MC) mit dem Kandidaten Desi Bouterse an der Spitze und die NPS von Venetiaan verlor vier ihrer bisherigen acht Sitze; nach Verhandlungen, in denen Bouterse abtrünnige Abgeordnete anderer Parteien auf seine Seite ziehen konnte, wurde der frühere Diktator erstmals zum Präsidenten gewählt. Dem neu gewählten Parlament gehörte Venetiaan als Abgeordneter der Opposition und Fraktionsführer der NPS an und kritisierte die neue Regierung für Maßnahmen, die den Militärputsch als Nationalfeiertag verherrlichen und Bouterse sowie seinen Gefolgsleuten kurz vor der Urteilsverkündung eine Amnestie für die 1982 von ihnen persönlich begangenen Massaker an Oppositionsvertretern gewährten.
Nachdem er bereits im Jahre 2012 als Vorsitzender der NPS zurückgetreten war, legte er zum 27. Oktober 2013 auch sein Mandat als Abgeordneter nieder.

## Ehrenvorsitzender
Ronald Venetiaan wurde am 22. November 2013 zum Ehrenvorsitzenden seiner Partei, der Nationale Partij Suriname (NPS) ernannt. Er ist seit 1973 Mitglied und war rund zwanzig Jahre, von 1993 bis 2012 Vorsitzender der NPS.